# Лампрехт Регенсбургский
Лампрехт Регенсбургский (нем. Lamprecht von Regensburg) — францисканский монах, живший в Германии в конце XIII века. Все сведения о его жизни получены из его произведений.
Написал рифмованное житие святого Франциска и мистическую поэму «Filia Sion», о соединении души с телом (оба произведения являются переработками латинских текстов).